# Vrabac kamenjar
Vrabac kamenjar (lat. Petronia petronia), južnoeuropska je vrsta vrapca, koja za izgradnju gnijezda bira uglavnom kamenite lokacije. Ta je karakteristika i dovela do znanstvenog naziva vrste. Leti u raspršenim jatima i vrlo je društven – primjerice, često se druži s običnim vrapcem, od kojega je mnogo pokretljiviji. Kako su te dvije vrste izgledom veoma slične, katkad je potrebno uložiti dodatni napor za pravilnu identifikaciju.

## Podvrste
- Petronia petronia barbara Erlanger, 1899 ; sjeverna Afrika (od Maroka do Alžira, Tunis i Libija
- Petronia petronia brevirostris Taczanowski, 1874 od ist. Sibira do Mongolije, sjev.-zap. Mandžurija i jugozapadna Kina (Sichuan)
- Petronia petronia exigua (Hellmayr, 1902) od središnje Turske do Kavkaza, sjeverni Irak i sjeverni Iran
- Petronia petronia intermedia Hartert, 1901 od Kaspijskog jezera do istočnog Irana, sjeverni Afganistan, Pamir i zapadni Kunlun Shan
- Petronia petronia kirhizica Sushkin, 1925 od donjeg toka Volge do depresije Turgaj i Aralskog mora
- Petronia petronia petronia (Linnaeus, 1766); Kanarski otoci, Madeira, Bugarska, Mala Azija
- Petronia petronia puteicola Festa, 1894 Od južne Turske do Sirije, sjev. Izrael i Jordan

izvori za podvrste

## drugi projekti
|  | Zajednički poslužitelj ima još gradiva o temi Vrabac kamenjar |
|  | Wikivrste imaju podatke o taksonu Vrabac kamenjar             |